# Râul Căpățâna, Schit
Râul Căpățâna este un curs de apă, afluent al râului Schit.

## Hărți
- Harta munții Tarcău  Arhivat în 22 februarie 2010, la Wayback Machine.